# توني مورال
توني مورال (بالإسبانية: Toni Moral) (مواليد 21 أغسطس 1981 في تاراسا - إسبانيا) لاعب كرة قدم إسباني يلعب حاليا لصالح نادي الدرجة الأولى ريسينغ سانتاندر الإسباني منذ 2009 في مركز الجناح الأيسر كما يجيد اللعب في مركز الوسط المهاجم والمهاجم .

## روابط خارجية
- توني مورال على موقع قاعدة بيانات كرة القدم.إي يو (الإنجليزية)
- توني مورال على موقع Soccerway.com (الإنجليزية)
- توني مورال على موقع AS.com (الإسبانية)